# طب العصور الوسطى في أوروبا الغربية
طب العصور الوسطى في أوروبا الغربية كان عبارة عن خليط من الأفكار الموجودة من العصور القديمة والتأثيرات الروحية والتي وصفها كلود ليفي بأنها تأثيرات اجتماعية.

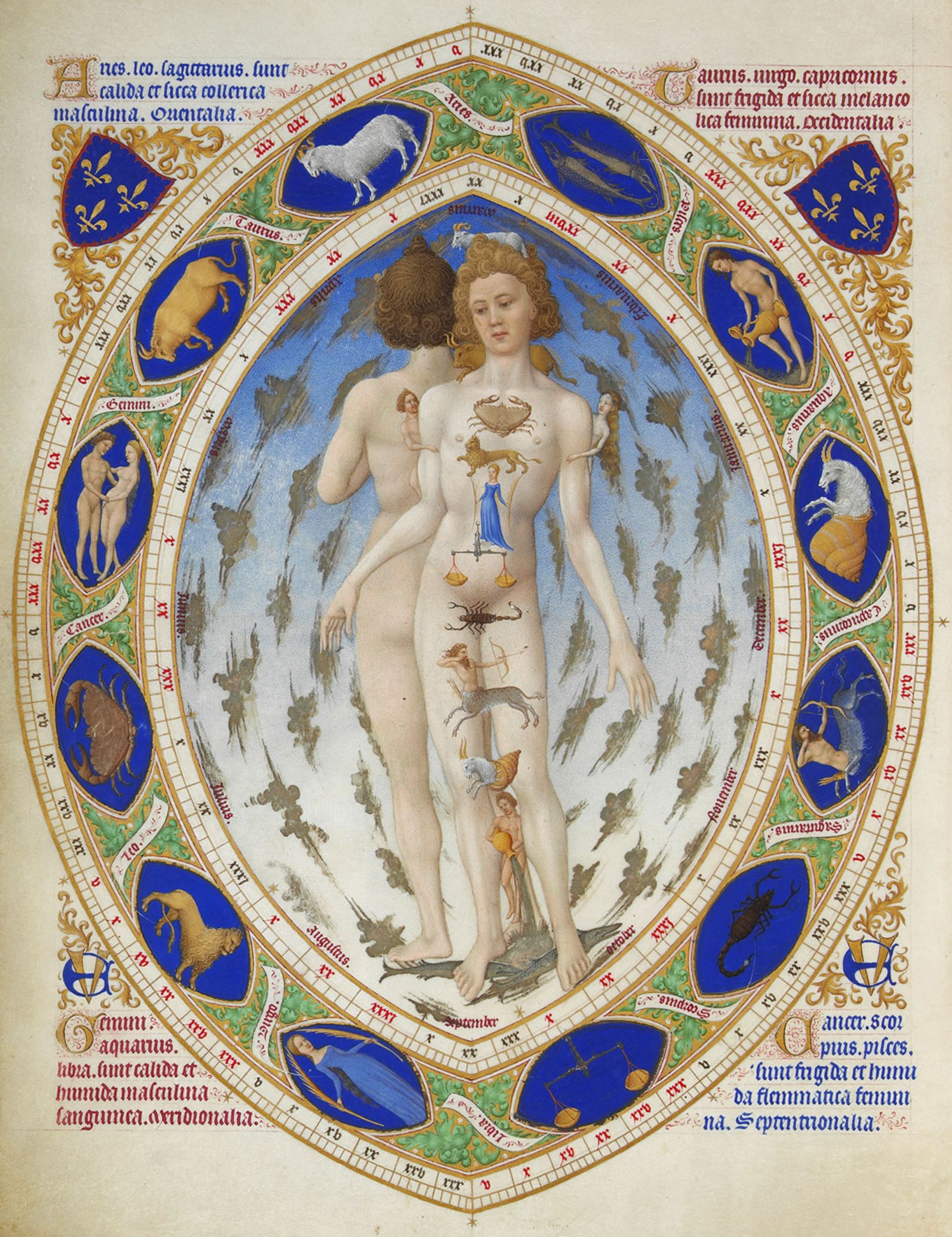
الإنسان تشريحيا. صورة من بدايات القرن الخامس عشر

في العصور الوسطى المبكرة، وبعد سقوط الإمبراطورية الرومانية الغربية، علم الطب التقليدي كان معتمدا في الأساس على النصوص الباقية من الإغريق والرومان والمحفوظة في الأديرة وغيرها من الأماكن. كثيرون ببساطة وضعوا ثقتهم في الله والكنيسة من أجل شفائهم من الأمراض. الأفكار حول أصل وعلاج الأمراض في هذا الوقت لم تكن علمانية بالكامل، بل كانت تعتمد على وجهة نظر عالمية والتي لعبت فيها عناصر مثل القدر والخطيئة والتأثيرات التنجيمية دورا هاما تماما مثل الأسباب الفيزيائية. فاعلية العلاج كانت مرتبطة بشكل كبير باعتقادات المريض والطبيب بدلا من الأدلة الظاهرية.

## تأثيرات

### الطب الأبقراطي
التقاليد الطبية من العصور الوسطى غالبا ما كان يتم إرجاعها إلى الحضارة اليونانية، مثل تقريبا كل الحضارة الغربية. اليونان وضعوا بلا شك أسس لممارسة الطب في الغرب ولكن الكثير من الطب الغربي يمكن إرجاعه أيضا إلى الشرق الأوسط والحضارات الألمانية والكلتية. الأسس الطبية اليونانية تأتي من مجموعة من الكتابات والتي تعرف اليوم باسم (جسد أبقراط). بقايا هذه الكتابات ما زالت موجودة في الطب الحديث على شكل قسم أبقراط.
كتابات جسد أبقراط تعود إلى الطبيب من اليونان القديمة والمعروف باسم أبقراط والذي وضع أسس العناية بالصحة. الفلاسفة اليونان اعتبروا جسم الإنسان كنظام يعكس عمل الطبيعة، لذا فقد طبق أبقراط هذه الرؤية على الطب. الجسم -كانعكاس للقوى الطبيعية- يحتوي على أربعة عناصر والتي يعبر عنها الإغريق باسم الأخلاط الأربعة. الأخلاط هي النار والهواء والأرض والماء من خلال صفات الحرارة والبرودة والجفاف والرطوبة على الترتيب. الصحة في جسم الإنسان تعتمد على الحفاظ على هذه الأخلاط في توازن داخل كل إنسان.

### شفاء المعبد
الإغريق تأثروا بوضوح بجيرانهم المصريين، فيما يتعلق بممارسة الطب والجراحة، إلا أن الإغريق امتصوا أيضا العديد من طرق الشفاء بما في ذلك التعاويذ والشفاء بالحلم. في الإلياذة والأوديسة الخاصة بهوميروس، الآلهة تعتبر هي سبب الطاعون والأمراض المنتشرة لذا فإن هذه الأمراض لا يمكن شفاؤها سوى بالصلاة إلى الآلهة. هذا الجانب الديني من الشفاء ظهر في عبادة أسقلبيوس الذي اعتبره هوميروس أعظم الأطباء، وقد تم تأليهه في القرنين الثالث والرابع قبل الميلاد. تم نذر المئات من المعابد من أجل أسقلبيوس في أنحاء اليونان والإمبراطوية الرومانية والتي قصدها عدد ضخم من الناس طلبا للاستشفاء. أحلام الشفاء كانت تعتبر أساس عملية الشفاء حيث أن الشخص المريض الذي يطلب الشفاء من أسقلبيوس كان ينام في مهجع خاص. الشفاء يحدث عادة أثناء نوم الشخص أو يتم استخدام النصيحة التي تلاقها أثناء الحلم للوصول إلى العلاج. بعد ذلك يستحم الزائر للمعبد ويقدم الصلوات والتضحيات ويأخذ معه أدوية ونظاما لحياته وأكله ليظل محافظا على التقليد الأبقراطي.

### الوثنية والطب الشعبي
كان للطب في العصور الوسطى جذورا في الوثنية والممارسات الشعبية. التأثير أصبح واضحا عن طريق التفاعل بين اللاهوتيين المسيحيين الذين تبنوا أنواعا من الممارسات الوثنية والشعبية وسجلوهم في أعمالهم الخاصة. الممارسات التي كان يقوم بها الممارسون المسيحيون في حدود القرن الثاني وسلوكهم تجاه التقاليد الوثنية والشعبية عكست فهما لهذه الممارسات وخاصة الأخلاط الأربعة والتداوي بالأعشاب. الممارسات في الطب المسيحي كانت جميعها منبثقة من هذه الممارسات الوثنية والشعبية.
ممارسة الطب في العصور الوسطى المبكرة كان في الحقيقة تجريبي وبراجماتي. حيث ركز في الأساس على علاج الأمراض بدلا من معرفة سببها. حيث غالبا ما كان يُعتقد أن الأمراض سببها خارق لقوانين الطبيعة. ومع ذلك فقد استمرت المحاولات لعلاج الأمراض. الناس في العصور الوسطى اعتبروا الطب وسيلة لفهم الأخلاط الأربعة. هذه الطريقة تأثرت بوجود ريفي منتشر حيث فهم الناس تأثير عناصر الإعالة الزراعية. ولأنه كان واضحا أن خصوبة الأرض تعتمد على توازن العناصر بها، فقد تم اعتقاد أن الأمر نفسه بالنسبة للجسم حيث يجب أن تتوازن العناصر داخله أيضا. هذه الفكرة أثرت كثيرا في النظريات الطبية خلال العصور الوسطى.

### الأديرة

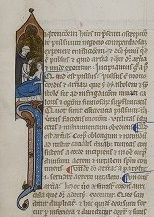
طبيب دومينيكي يقوم بقياس النبض. مخطوطة من جامعة بنسلفانيا

تطورت الأديرة لتصبح ليس فقط مراكز روحية بل أيضا مراكز للتعليم وممارسة الطب. أماكن الأديرة كانت منعزلة كما كانت مصممة لتكون مكتفية ذاتيا. مما تطلب من سكان الدير لأن ينتجوا طعامهم الخاص وأيضا المحافظة على صحتهم. قبل تطور وظهور المستشفيات، كان الناس من المدن المحيطة ينظرون للأديرة باعتبارها مكانا لمساعدة مرضاهم.
مزيج من الشفاء الروحي والطبيعي كان يتم استخدامه لعلاج المرضى. أدوية عشبية مع الصلوات وبعض الترانيم الدينية كان يتم استخدامهم من قبل القسيسين والرهبان في الدير. كانت الأعشاب بالنسبة للقسيسين والرهبان خلق الله للمساعدة الطبيعية ولتساعد في الشفاء الروحي للشخص المريض.
الطب في الأديرة كان يركز على مساعدة المريض ليعود إلى حالته الطبيعية. كان التركيز ينصب على القدرة على معرفة الأعراض والعلاج. في بعض الحالات ملاحظة الأعراض قادت رجال الدين في الأديرة إلى القدرة على تحقيق واجباتهم لله عن طريق الاعتناء بكل خلقه.

### المؤسسات الخيرية المسيحية
الممارسات المسيحية والسلوك تجاه الطب أثر بوضوح على اليهود واليونانيين والناس في الشرق الأوسط. حيث أخذ اليهود على عاتقهم الاعتناء بذويهم من اليهود. هذا الواجب امتد ليشمل التكفل بالإقامة ومعالجة الحجاج اليهود إلى القدس. المساعدة الطبية المؤقتة تم توفيرها في اليونان القديمة من أجل الزائرين للمهرجانات والتقاليد الممتدة خلال الإمبراطورية الرومانية خاصة بعد أصبحت المسيحية الديانة الرسمية للدولة قبل سقوط الإمبراطورية بقليل. في بداية العصور الوسطى، المستشفيات والبيوت الفقيرة والفنادق ودور الأيتام بدأت تنتشر من الشرق الأوسط، كل منها مع نية لمساعدة المحتاجين.
عمل الخير، المبدأ الدافع وراء كل هذه المراكز للعلاج، قام بتشجيع المسيحيين الأوائل لمساعدة بعضهم البعض. مدن القدس والقسطنطينية وأنطاكية احتوت على بعض من أول والمستشفيات وأكثرها تعقيدا، والمزودين بالعديد من الأسرة لاستقبال المرضى ومع طاقم من الأطباء للطوارئ. بعض المستشفيات كانت كبيرة كفاية لتقديم الدراسة في الطب والجراحة والعناية بالمرضى. باسيليوس قيصرية قال بأن الله وضع الطب على الأرض لاستعمال البشر بينما وافق بعض آباء الكنيسة القدماء على أن طب أبقراط يمكن استخدامه لعلاج المرضى ومساعدة أعمال الخير في مساعدة المحتاجين.

### الطب
الطب في أوروبا في العصور الوسطى أصبح أكثر تطورا أثناء عصر النهضة في القرن الثاني عشر، عندما تم ترجمة العديد من النصوص سواء من الطب اليوناني القديم أو الطب الإسلامي من اللغة العربية في القرن الثالث عشر. أكثر هذه النصوص تأثيرا كان كتاب ابن سينا القانون في الطب وهو موسوعة طبية كتبت في حوالي عام 1030 والذي لخص طب الإغريق والهنود والأطباء المسلمين في هذه الفترة. القانون أصبح مرجعا معتمدا في تعليم الطب في أوروبا حتى فترة الطب الحديث. بعض المصادر الأخرى المترجمة من العربية كانت كتبا مثلا رسالة في قدر منفعة صناعة الطب بواسطة الكندي وكتاب التصريف لمن عجز عن التأليف للزهراوي.
أثناء الحملات الصليبية، أصبح تأثير الطب الإسلامي أكثر وضوحا. حيث كان التأثير متبادلا والعلماء المسلمون أمثال أسامة ابن منقذ وصف التجربة الإيجابية من الطب الأوروبي، حيث وصف طبيبا أوروبيا يعالج بنجاح جرحا به عدوى عن طريق الخل وأنه وصف لعلاج داء الخنازير.

### الجراحة في العصور الوسطى

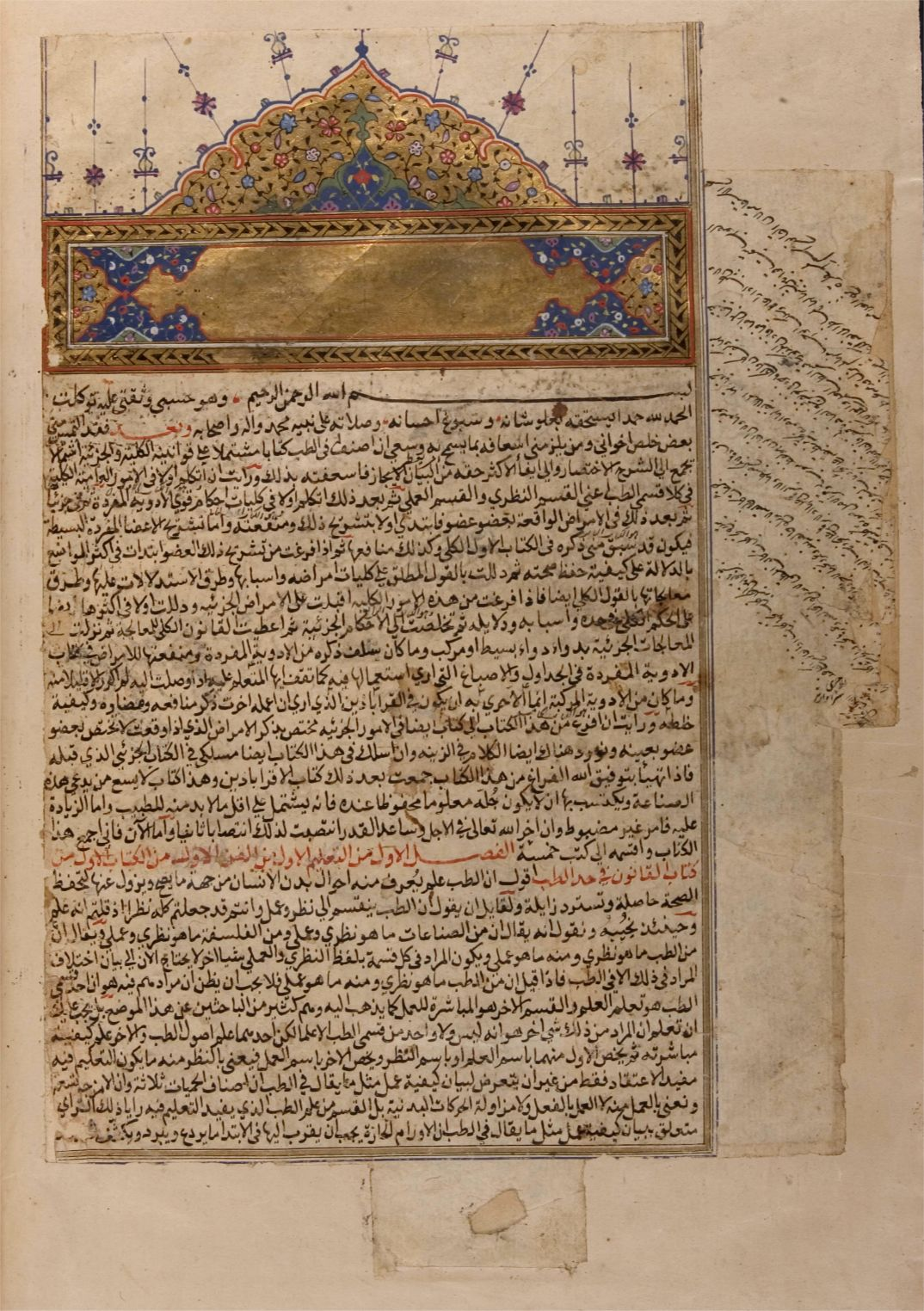
نسخة عربية من كتاب القانون في الطب لابن سينا من عام 1597

الجراحة في العصور الوسطة نشأت من الأسس القادمة من قدماء المصريين واليونان والطب العربي. مثال لهذا التأثير هو جالينوس والذي يعتبر أكثر ممارسي الجراحة والتشريح تأثيرا لدرجة أنه مارس الجراحة أثناء حضور عرض المجالدين في البيرغامون. الإنجازات والتطورات في الطب بواسطة العالم العربي تمت ترجمتها لتصبح متاحة للعالم اللاتيني. الثروة الجديدة في المعرفة أدت لمزيد من الاهتمام بالجراحة.
في باريس، في أواخر القرن الثالث عشر، كان من الواضح أن ممارسات الجراحة كانت غير منظمة، لذا فقد قرر عمدة باريس إدراج اسم ستة من أكثر الجراحين الجديرين بالثقة وذوي الخبرة من أجل أن يقوموا بالشرح للجراحين الآخرين. ظهور الجامعات سمح للجراحة لتصبح أكثر انضباطا والتي يمكن أن يتم تعلمها في ممارسات منظمة. جامعة بادوا كانت واحدة من أول الجامعات الإيطالية وأكثرها ريادة في تعليم الطب ومعرفة وعلاج الأمراض. أكثر أجزاء الجامعة شهرة هو أقدمهم وهو المسرح التشريحي حيث كان الطلاب يدرسون علم التشريح عن طريق ملاحظة الأساتذة يقومون بعمليات تشريح عامة.
في منتصف القرن الرابع عشر، كان هناك بعض القيود على الجراحين في لندن حول نوع الجروح التي يمكن لهم معالجتها وحول نوع الدواء الذي يمكنهم وصفه، لأن الجراحة كان ما زال يُنظر إليها كعمليو شديدة الخطورة والتي يجب أن تتم على أكمل وجه. بعض الجروح التي كان مسموح بالتدخل فيها كانت جروح سطحية كالإصابات السطحية بواسطة السيوف أو الفأس أو من أدوات المنزل كالسكين. في هذا الوقت أيضا كان يُتوقع من الجراحين أن يكونوا على دراية تامة بتشريح الجسم البشري وأنهم يستطيعون حل أي مشكلة طارئة تحدث أثناء العملية الجراحية.

## تطورات
ساهمت العصور الوسطى في كثير من المعرفة الطبية. هذه الفترة شهدت تطورا في الجراحة والكيمياء الطبية والتشريح والطب السريري. العصور الوسطى وضعت القواعد لبعض الاكتشافات الهامة لاحقا. حيث كان هناك تقدم بطئ لكنه مستمر في طريقة شرح وممارسة الطب. حيث تحول من التمهن إلى الجامعات ومن التقاليد الشفهية إلى النصوص والمراجع المكتوبة. أكثر من ساهموا في حفظ هذه المراجع -ليس فقط الطبية- هم الأديرة. حيث كان الرهبان قادرين على نقل ومراجعة أي مصدر طبي يحصلون عليه. بالإضافة إلى الكتابة في العصور الوسطى فقد شهدت أيضا أول طبيية وهي هيلدجارد من عائلة بينجين.
بدأت في العصور الوسطى طريقة جديدة في التفكير وتخفيف من تحريم التشريح. حيث أصبح التشريح لأغراض طبية أكثر انتشارا في حدود العام 1299. أثناء هذه الفترة كان الإيطاليون يمارسون التشريح وأول تاريخ لعينة يرجع إلى العام 1286. التشريح تم إدخاله في البداية في جامعة بولونيا لدراسة وتعليم علم التشريح. القرن الرابع عشر شهد انتشارا واسعا للتشريح والعينات في إيطاليا ولم يكن يحدث فقط في المؤسسات الطبية بل في الكليات للأطباء والجراحين.
بالرغم من أن النباتات كانت المصدر الرئيسي للعلاج في العصور الوسطى، إلا أنه في حدود القرن السادس عشر أصبحت الكيمياء الطبية أكثر وضوحا. قبل ذلك الكيمياء الطبية كانت تعتبر أي استخدام للمواد الغير عضوية، لكنها أصبحت بعد ذلك أكثر دقة مثل عملية التقطير. أعمال جون من ريبيشيسا في الخيمياء وبداية الكيمياء الطبية بدأت بمعرفة الروابط في الكيمياء. أساليب التقطير كانت تستخدم غالبا وكان يعتقد أنه بالوصول إلى الصورة الأكثر نقاء للمادة فإن الفرد سيجد الروح الخامسة وهنا حيث يأتي الطب. الأدوية أصبحت الآن أكثر قوة لأنه الآن وبوجود التقطير كان هناك قدرة على إزالة العناصر الغير مطلوبة في الدواء. هذا قام بفتحا العديد من الأبواب للأطباء في العصور الوسطى حيث ظهرت العديد من الأدوية الجديد والأفضل من سابقتها. الكيمياء الطبية أعطت فرصة لزيادة مهولة في أعداد الأدوية والمستخلصة من مصادر معدنية وغير عضوية. الكيمياء الطبية أيضا أوضحت استخدام الكحول في الطب. مع أن هذه الأحداث لم تكن جلية في وقتها إلا أنها حددت مسار العلم لاحقا. حيث كانت البداية للتفريق بين الكيمياء والخيمياء.

## نظريات الطب
بالرغم من أن كل من هذه النظريات لها جذور في ثقافات مختلفة وتقاليد دينية مختلفة، إلا أنهم جميعا يلتقون في طريقة الفهم العامة وممارسة الطب. كما كانت معالجة الأنواع المختلفة من الأمراض تعكس التواجد المشترك بين الأفكار المسيحية والأفكار الوثنية في الممارسة الطبية.

### الأخلاط
الأساس الضمني للطب في العصور الوسطى كان نظرية الأخلاط الأربعة. هذه النظرية كانت مشتقة من الأعمال الطبية القديمة، وقد غزت وسيطرت على كل الطب الغربي حتى القرن التاسع عشر. النظرية نصت على أنه بداخل كل إنسان هناك أربعة أخلاط أو سوائل رئيسية وهي الصبغة السوداء والصفراء البلغم والدم. هذه السوائل يتم إنتاجها بواسطة أعضاء مختلفة في الجسم ويجب أن يكونوا في اتزان ليظل الإنسان صحيحا. وجود بلغم زائد في الجسم على سبيل المثال يسبب مشاكل في الرئتين لذا يحاول الجسم طرد البلغم لاستعادة التوازن. التوازن في الإنسان يمكن المحافظة عليه عن طريق الطعام الصحي والأدوية والتمرينات.

### التداوي بالأعشاب
الأعشاب طالما تم استخدامها لعلاج الأمراض. نوع العشب المستخدم اعتمد في الأساس على الحضارة المحلية وغالبا ما كان له أصول ما قبل المسيحية. نجاح الأعشاب غالبا ما تم ربطه مع إعادته لتوازن الأخلاط الأربعة في داخل الجسم.
العديد من الأديرة امتلكت حدائق من هذه الأعشاب لإنتاج الأدوية والعلاجات. وظل هذا جزء من الطب الشعبي كما تم استخدامه من قبل بعض الأطباء المحترفين. تم أيضا إنتاج كتب للعلاج بالأعشاب ومن أشهر هذه الكتب كتاب الكتاب الأحمر لهيرجست والصادر في حوالي عام 1400.

### الاضطرابات العقلية
المصابون بالاضطرابات العقلية في العصور الوسطى كان يتم علاجهم باستخدام طرق متعددة، بناء على معتقدات الطبيب الذي يذهبون إليه. بعض الأطباء في هذه الفترة كانوا يؤمنون بأن قوى خارقة للطبيعة كالساحرات، الشياطين أو التلبس هي ما تسبب الاضطرابات العقلية. هؤلاء الأطباء اعتقدوا أن الصلوات أو الأحجبة بالإضافة إلى وسائل طرد الأرواح الشريرة هي ما سيعالج المريض ويجعله ينتهي من معاناته. أنواع أخرى من طرق العلاج كانت موجودة لطرد الأرواح الشريرة والمعروفة باسم نقب الجمجمة. نقب الجمجمة كانت الطريقة السائدة لعلاج الصرع عن طريق فتح ثقب في الجمجمة عن طريق حفار. حيث كان يُعتقد أن أي روح شريرة أو غاز شرير من جسم المريض سيغادر جسده عن طريق هذا الثقب تاركا المريض في سلام. على عكس الاعتقاد السائد بأن الأطباء في العصور الوسطى كانوا يعتقدون بأن الاضطرابات العقلية ناجمة عن قوى خارقة للطبيعة، إلا أنه يُعتقد أن هؤلاء كانوا أقلية من الحالات المرتبطة بتشخيص وعلاج المصابين بالاضطرابات العقلية. معظم الأطباء اعتقدوا أن سبب الاضطرابات العقلية هي أسباب فيزيائية كمشاكل في الأعضاء أو عدم توازن في الأخلاط. واحد من أشهر الأمثلة المنقولة هو الاعتقاد بأن زيادة نسبة الصبغة السوداء هو سبب الميلانكوليا والتي هي حاليا تعرف بانفصام الشخصية أو الإكتئاب. أطباء العصور الوسطى استخدموا العديد من الطرق لتحديد أي مشكلة فيزيائية في مرضاهم المصابين باضطراب عقلي. عندما كان يُعتقد أن سبب الاضطراب العقلي هو عدم توازن في الأخلاط، كان الأطباء يحاولون إعادة هذا التوازن للجسم. كانوا يفعلون ذلك عن طريق مزيج من الملينات والأدوية الحاثة على التقيؤ وطرق مختلفة أخرى من أجل إزالة كمية السوائل الزائدة في الجسم.

## الكليات الطبية في أوروبا في العصور الوسطى

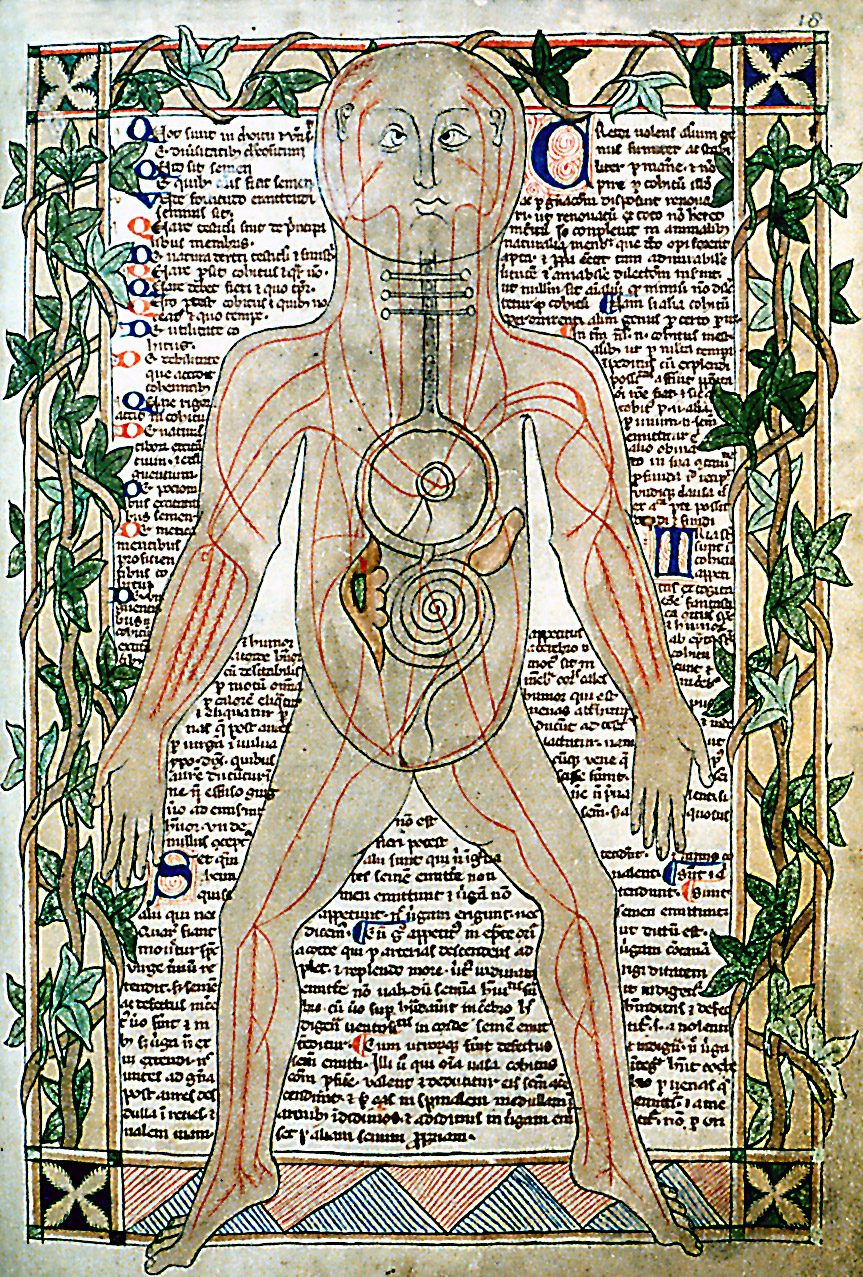
رسمة من القرن الثالث عشر توضح الأوردة

لم تكن دراسة الطب دراسة رسمية في أوروبا في العصور الوسطى المبكرة، لكنها نمت لتواكب نمو النصوص الطبية المترجمة من اليونانية والعربية في القرن الحادي عشر. أوروبا الغربية شهدت أيضا نموا اقتصاديا وسكانيا في القرنين الثاني عشر والثالث عشر مما أدى إلى ظهور الكليات الطبية في العصور الوسطى. جامعة ساليرنو كانت تعتبر مصدرا مشهورا لممارسي الطب في القرنين التاسع والعاشر ولكنها لم تعتبر هيئة طبية رسمية حتى عام 1231. تأسيس جامعة باريس (1150) وجامعة بولونيا (1158) وجامعة أوكسفورد (1167) وجامعة مونتبليه (1181) وجامعة بادوا (1222) أدى إلى نشر العمل الأولي لجامعة ساليرنو في أنحاء أوروبا. وبحلول القرن الثالث عشر، كانت الريادة الطبية كانت انتقلت إلى هذه المؤسسات.
عدد السنين المطلوب لتصبح طبيب مرخص اختلفت باختلاف الجامعة. جامعة مونبلييه تطلبت من الطلاب استكمال ثلاث سنوات ونصف بالإضافة إلى ستة أشهر من الممارسة الخارجية للطب. في عام 1309 تم تغيير مقرر جامعة مونبلييه إلى ستة سنوات من الدراسة وثمانية شهور من الممارسة الخارجية للطب. بينما جامعة بولونيا تطلبت ثلاثة سنوات من دراسة الفلسفة وثلاثة سنوات من دراسة علم التنجيم وأربعة سنوات من حضور المحاضرات الطبية.

## نظام المستشفيات
في فترة العصور الوسطى مصطلح مستشفى كان يعبر عن فندق للمسافرين، مستوصفات لتخفيف الألم وعيادات للجراحات من أجل المصابين وبيوتا للمكفوفين وكبار السن. بدأت المستشفيات في الظهور بعدد كبير في فرنسا وإنجلترا . بعد غزو النورمان لإنجلترا، قاد انفجار الأفكار الفرنسية معظم الأديرة من العصور الوسطى للتطور إلى مستشفيات للمرضى. الأديرة التي تطورت لعلاج المرضى تطورت إلى منظور المستشفى الذي نعرفه اليوم.

## تطورات لاحقة

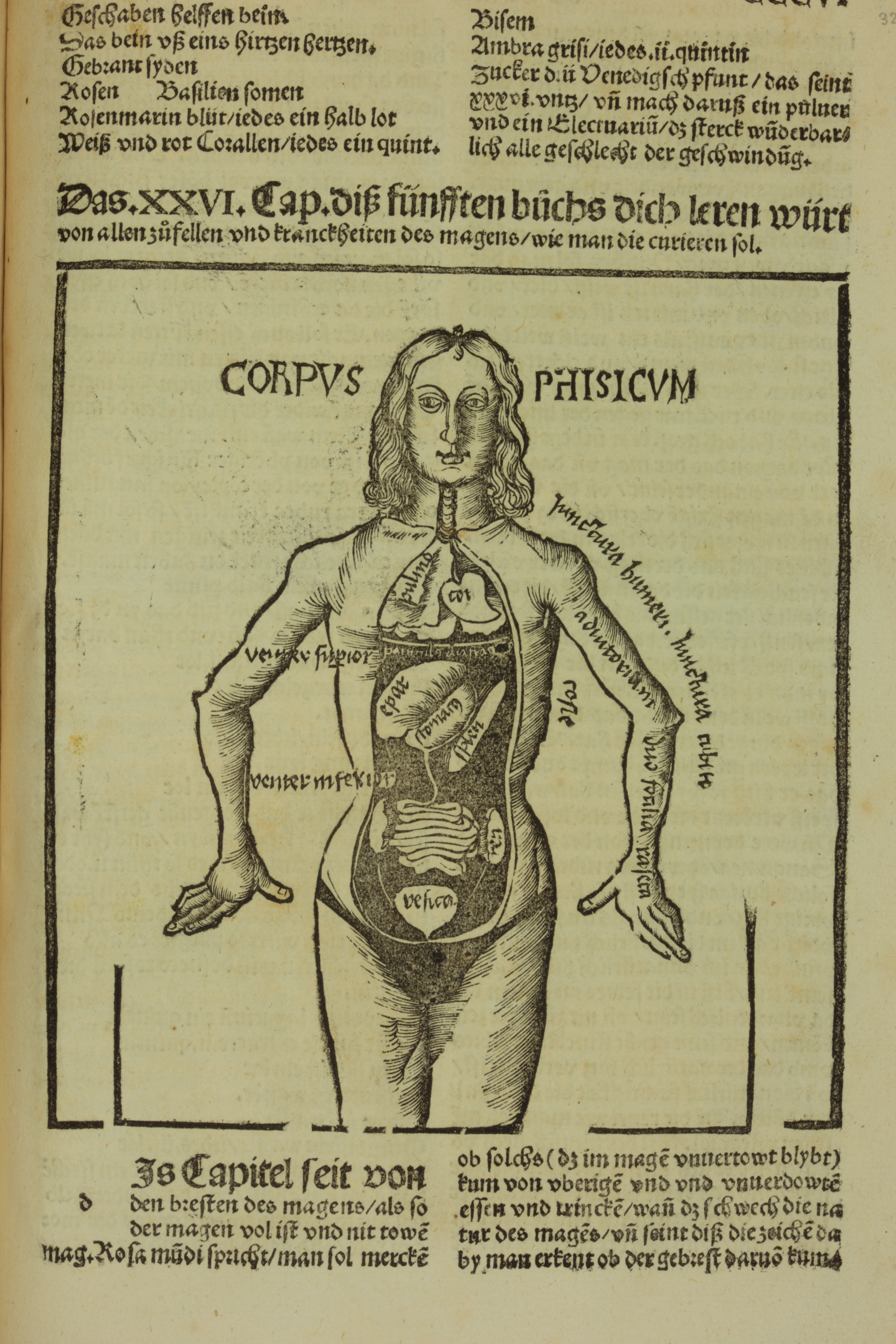
جسم الإنسان. عمل من عام 1512

الجراحون المشهورون من العصور الوسطى أمثال موندينو دي لوتزي قادوا علم التشريح في جامعات أوروبا وقاموا بتوصيل عمليات تشريحية نظامية. عكس روما الوثنية، فأوروبا الغربية لم تقم بمنع وتحريم التشريح لأغراض طبية. إلا أن التأثيرات الجالينية كانت ما تزال واضحة حتى أن موندينو ومعاصريه حاولوا وضع اكتشافاتهم في جسد الإنسان طبقا للتشريح الجاليني.
أثناء القرن السادس عشر، باراسيلسوس تماما مثل جيرولامو، اكتشف أن المرض سببه عوامل خارجية من خارج الجسم مثل البكتريا وليس انعدام التوازن في سوائل الجسم.
طبيب الجيش الفرنسي أمبرواز باريه والمولود في عام 1510 أحيا الطريقة اليونانية القديمة لربط الأوعية الدموية. بعد عملية قطع الأطراف غالبا ما كان يتم كي الطرف المفتوح للعضو المبتور من أجل إيقاف النزيف. هذا كان يتم عن طريق تسخين الزيت، الماء أو المعدن ولمس الجرح به ثم لحم الوعاء الدموي. باريه اعتقد أيضا في تغليف الجروح بأربطة وقطرات، منها واحدة حضرها بنفسه من البيض وزيت الزهور والتربنتين. كان أيضا أول من صمم اليد الصناعية والأطراف الصناعية للمرضى ذوي الأطراف المبتورة. في واحدة من الأيدي الصناعية، زوج الأصابع يمكن تحريكه لجلب الأشياء البسيطة كما كانت اليد تبدو طبيعية تماما تحت القفاز.
أثناء عصر النهضة من منتصف عام 1450 وما بعده، ظهرت العديد من التطورات في الممارسة الطبية. الإيطالي جيرولامو فراكاستورو (1478-1553) كان أول من افترض أن الأمراض الوبائية ربما تكون بسبب أجسام من خارج الجسم والتي يمكنها أن تنتقل بطريقة مباشرة أو غير مباشرة. الإيطالي قدم أيضا علاجا جديدا لأمراض عديدة مثل الزهري.
على عكس الاعتقاد الشائع، فالاستحمام والنظافة الشخصية لم تنعدم في أوروبا بعد سقوط الإمبراطورية الرومانية الغربية. الإستحمام لم ينخفض كثيرا فعليا حتى بعد بداية عصر النهضة بقليل، حيث تم استبداله باستخدام الروائح والمعطرات حيث كان هناك اعتقاد سائد في أوروبا أن المياه يمكنها نقل الأمراض داخل الجسم من خلال الجلد. سلطات الكنيسة في العصور الوسطى اعتقدت أن استحمام العامة يخلق بيئة معرضة للموت والأمراض. الكنيسة الرومانية الكاثوليكية حتى منعت رسميا استحمام العامة في محاولة فاشلة للقضاء على مرض الزهري الذي اجتاح أوروبا.

## الطب العسكري
حتى يكون الجيش في حالة تمكنه من القتال، فلا بد من الحفاظ على صحة جنوده. أحد الطرق لفعل ذلك هي معرفة المكان المناسب لوضع المعسكر. معسكرات الجيش يجب ألا تكون في أي منطقة هورية. حيث أن هذه المناطق غالبا ما يكون بها مياه راكدة والتي يمكنها أن تجذب البعوض. البعوض بالتالي يمكنه حمل أمراض قاتلة مثل الملاريا. ومع حركة المعسكر والجيش، يجب أن يلبس الجنود أحذية قوية صلبة لمنع الإصابة في أقدام الجنود. المياه العذبة أيضا كان من الهام أن تكون نقية غير حاملة لأي أمراض كما أنها هامة في الصرف والتخلص من المخلفات والاعتناء بالجروح.
في أوروبا في العصور الوسطى تطورت حالة الجراحين الاجتماعية بشكل كبير حيث أن خبرتهم الميدانية كانت مهمة لميدان الحرب. بسبب كمية المرضى والمصابين، فقد خلق ميدان المعركة بيئة مناسبة لهؤلاء الجراحين ليتعلموا. جثث الجنود أيضا شكلت فرصة مواتية للتعلم. بانتهاء الحرب، قلت الحاجة للجراحين. هذا سيتبع نمطا حيث عدد الجراحين والحاجة إليهم ستتناسب مع ما إذا كان الوضع حرب أو سلام.

### معالجة الجروح

#### استخراج السهام
معالجة الجروح كانت وما زالت الجزء الأهم في الطب العسكري، لأنها هي ما تبقي الجنود أحياء. كما هو الحال في الطب العسكري الحديث، فالنزيف والصدمة هما أهم أسباب الوفيات. لذا فقد كانت السيطرة على هذين السببين غاية في الأهمية في العصور الوسطى. أدوات مثل القوس الطويل كانت تستخدم بشكل كبير من أجل استخراج الأسهم في جيوش العصور الوسطى. عند استخراج السهم من المصاب، هناك ثلاثة خطوات لا بد من اتباعهم. الطبيب عليه أن يفحص مكان السهم وحجم الجزء الظاهر منه، إمكانية كونه مسمم، مكان الجرح، وإمكانية كونه ملوثا. القاعدة الثانية هي استخراجه برقة وبدقة. القاعدة الثالثة هي إيقاف الدم الخارج من الجرح.

#### جروح السيوف والسكاكين
نوع آخر شائع من الجروح هي جروح السيوف. إذا كان الجروح أكبر من أن يتم تخيطه وتغطيته، غالبا ما كان يتم بتر الطرف. الجراحون في معارك العصور الوسطى كانوا يمارسون البتر كما لو كان فنا. غالبا ما كان الجراح يستغرق أقل من دقيقة واحدة لبتر الطرف، ومن ثلاثة إلى أربعة دقائق أخرى لإيقاف النزيف. الجراح أولا كان يضع الطرف على فطعة من الخشب ويربط خيطا أعلى وأسفل مكان البتر. ثم يتم القطع خلال الأنسجة حتى ينكشف العظم والذي يتم نشره بعدها. مكان القطع يتم تغطيته بالأربطة وتركه ليشفى. نسبة الوفيات بين المصابين الذين تم بتر أحد أطرافهم وصلت إلى 39% بينما ارتفعت هذه النسبة إلى 62% في المرضى الذين تم بتر أقدامهم من أعلى.

#### كسور العظام
الحصار كان مكانا خطيرا حيث كسور العظام أصبحت مشكلة كبيرة، مع سقوط الجنود أثناء محاولاتهم لتسلق الأسوار بالإضافة إلى طرق أخرى لكسر العظام. في العادة كانت العظام الطويلة هي ما يتم كسرها. هذه الكسور كان يتم التعامل معها عن طريق إرجاع العظم إلى وضعه الطبيعي. بمجرد إرجاع العظم إلى وضعه الطبيعي، يتم تثبيت العظم عن طريق ربطة أو تجبيره. الجبيرة كانت في ذلك الوقت عبارة عن دقيق وبياض البيض. كلا الطريقتين أدت إلى تثبيت العظم وإعطاؤه فرصة ليشفى.

#### علاج الحروق
علاج الجروح أيضا تطلب طرقا معينة من قبل الأطباء في هذا الوقت. الأسباب كانت الزيت الحارق، المياه، أو الأسهم التي تستعمل في القتال. في المرحلة الأولى من العلاج غالبا ما كان يتم محاولة منع تكون البثور. مكان الحرق كان يتم منعه من الجفاف باستخدام أنواع ميعنية من القطرات التي توضع على مكان الحرق. هذه القطرات غالبا ما كانت تتكون من الخل والبيض وزيت الزهور وأنواع مختلفة من الأعشاب. القطرات كانت توضع على الجروح ويتم إعادة وضعها كل فترة.